# Calliste pailleté
Tangara dowii
Espèce
Statut de conservation UICN

 LC  : Préoccupation mineure
Le Calliste pailleté (Tangara dowii), également appelé Tangara à collier tacheté, est une espèce d'oiseaux de la famille des Thraupidae.

## Répartition
Cet oiseau vit dans la cordillère de Talamanca.

## Habitat
Il est commun entre 1 200 m à 3 000 m d'altitude dans la canopée des plantes épiphytes des forêts humides en montagne, et plus bas, dans les zones semi-ouvertes comme les clairières ou les lisières de forêts. Le nid volumineux, en coupe, bordé de feuilles de broméliacées, est construit dans la fourche d'un arbre ou sur une branche élevée parmi les épiphytes. La couvée normale est de deux œufs.

## Description
L'adulte mesure 13 cm de long et pèse 20 g. Il a une tête, la poitrine et la partie supérieure du corps surtout noirs, des taches bleues sur la poitrine, les côtés de la face et du cou et une tache rousse sur le sommet de la tête. Les ailes et la queue sont bordées de bleu. Le croupion est vert et le ventre est cannelle. Les deux sexes sont très semblables, mais les adultes males ont plus de taches bleues. Les immatures sont généralement plus ternes, sans tache rousse sur le sommet de la tête, et les taches bleues sont moins distinctes.

## Comportement
Il vit en couple, en groupes familiaux, ou en bandes de plusieurs espèces.

## Alimentation
Il se nourrit de petits fruits, généralement avalés entiers, d'insectes et d'araignées.

## Voix
Son cri d'appel est un Tsip aigu.

## Sous-espèces
C'est une espèce monotypique.